# Новомихайловка (Мамлютский район)
Новомихайловка (каз. Новомихайловка) — село в Мамлютском районе Северо-Казахстанской области Казахстана. Административный центр Новомихайловского сельского округа. Код КАТО — 595247100.

## География
Находится в 50 км от районного центра. Расположено между двух озёр: Косагаш и Русское.

## История
Село Михайловское основано в 1895 г. на участке Кас-Агач. В 1899 г. выстроена церковь. В 1898 г. открыта школа.

## Население
В 1999 году население села составляло 1202 человека (584 мужчины и 618 женщины). По данным переписи 2009 года, в селе проживало 887 человек (439 мужчин и 448 женщин).

## Известные жители и уроженцы
- Пономарёв, Пётр Васильевич (1910—1995) — Герой Социалистического Труда.
- Карпов, Иван Егорович (1917—1998) — Герой Социалистического Труда.